# Џаспер (Минесота)
Џаспер (енгл. Jasper) град је у америчкој савезној држави Минесота.

## Демографија
По попису из 2010. године број становника је 633, што је 36 (6,0%) становника више него 2000. године.
| Група             | 2000.       | 2010.       |
| Белци             | 575 (96,3%) | 576 (91,0%) |
| Афроамериканци    | 4 (0,7%)    | 9 (1,4%)    |
| Азијати           | 1 (0,2%)    | 0 (0,0%)    |
| Хиспаноамериканци | 5 (0,8%)    | 32 (5,1%)   |
| Укупно            | 597         | 633         |